# Gesamtministerium Könneritz
Das Gesamtministerium Könneritz bildete von September 1843 bis 13. März 1848 die von König Friedrich August II. berufene Landesregierung des Königreiches Sachsen. 
| Amt                                         | Name |
| ------------------------------------------- | --- |
| Vorsitzender des Gesamtministeriums, Justiz | Julius Traugott von Könneritz, Justizminister: September 1843 – 1. Oktober 1846                                                                                       |
| Inneres                                     | Eduard von Nostitz und Jänckendorf, September 1843 – Juli 1844 Johann Paul von Falkenstein, Juli 1844 – 7. März 1848 Ferdinand von Zschinsky, 7. März – 13. März 1848 |
| Äußeres                                     | Heinrich Anton von Zeschau |
| Kultus und öffentlicher Unterricht          | Eduard von Wietersheim |
| Justiz                                      | Albert von Carlowitz, ab Oktober 1846 |
| Finanzen                                    | Heinrich Anton von Zeschau |
| Krieg                                       | Gustav von Nostitz-Wallwitz, September 1843 – 1846 Karl Friedrich Gustav von Oppell, ab 1847                                                                          |